# Vliegveld Goetsenhoven

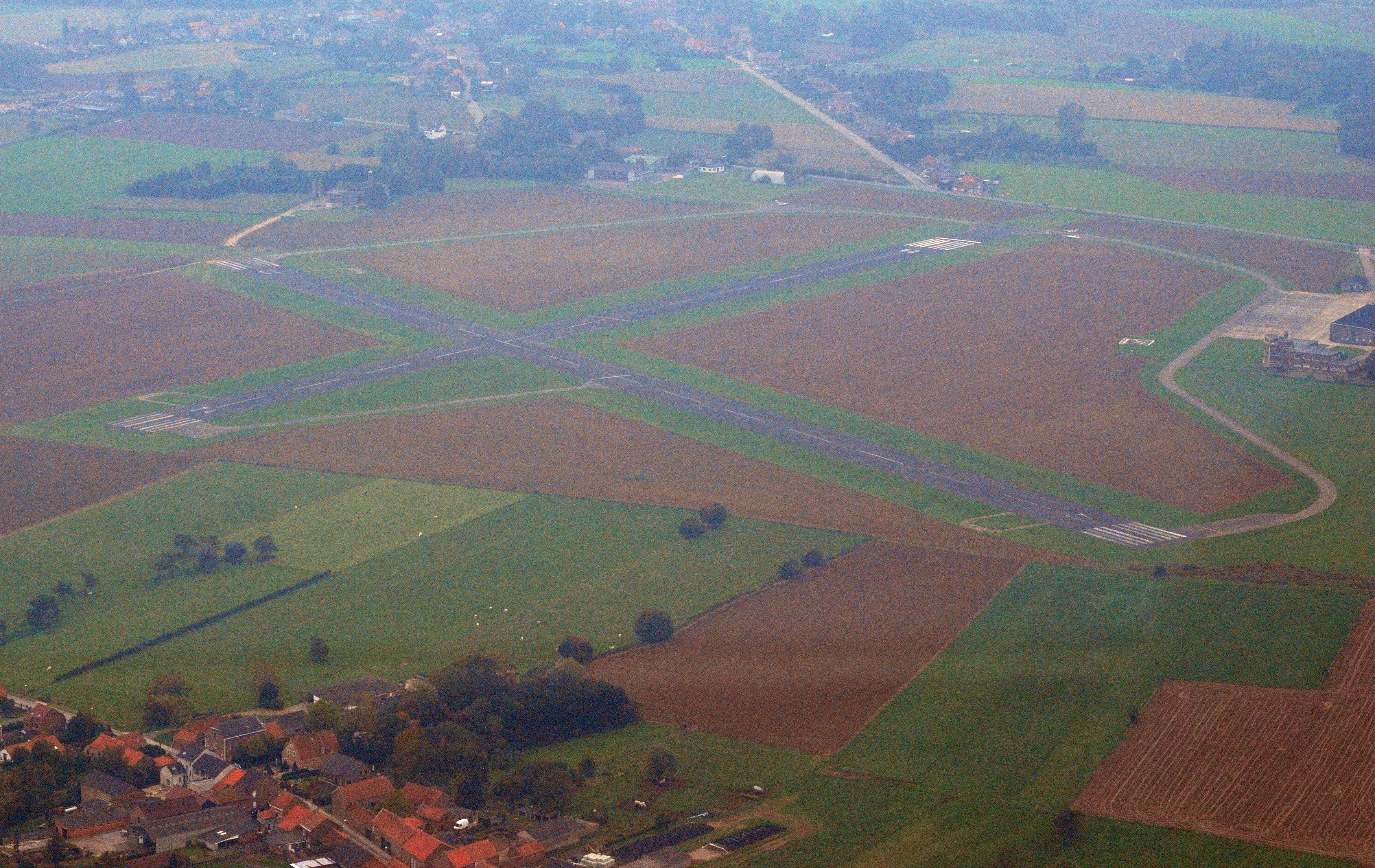
Banen en gebouwen in 2010

Het Vliegveld Goetsenhoven (ICAO-code: EBTN) ligt in de deelgemeente Goetsenhoven van de Vlaams-Brabantse stad Tienen, op ongeveer 3 km ten zuiden van het stadscentrum langs de N64 van Tienen naar Hannuit.

## Geschiedenis
Goetsenhoven was een van de eerste vliegvelden van de Belgische militaire luchtvaart; de inhuldiging op 3 (of 10) september 1922 kreeg niet minder dan 50.000 bezoekers. Aanvankelijk was het de basis van Groep II (verkenning) met Ansaldo A.300 of De Havilland DH.9. Aan de vooravond van de Tweede Wereldoorlog was Goetsenhoven de basis voor drie groepen van het 1ste Luchtvaartregiment; Groep II en Groep III met Fairey Fox III en Groep IV met Fairey Fox VI.
Bij de Duitse inval op 10 mei 1940 werd het vliegveld door de Luftwaffe aangevallen en gebombardeerd. De smaldelen van Goetsenhoven moesten zich in allerijl terugtrekken naar andere vliegvelden; de vliegtuigen die niet werden vernietigd door de Luftwaffe, werden uiteindelijk naar Frankrijk geëvacueerd. Tijdens de oorlog gebruikten de Duitsers het vliegveld enkel als uitwijkmogelijkheid.
Aan het einde van de Tweede Wereldoorlog werd het vliegveld opnieuw gebombardeerd, ditmaal door de Amerikaanse legerluchtmacht. Het werd pas in 1950 opnieuw geopend, en werd de basis van de EVS (Elementaire Vliegschool) van de Belgische luchtmacht die vanuit Schaffen naar Goetsenhoven verhuisde.
Tot 1969 vloog de EVS met de Stampe en Vertongen SV.4b tweedekkers. Vanaf 1969 werden die vervangen door de SIAI Marchetti SF.260. Tevens werden er toen twee startbanen in asfalt aangelegd op het terrein, dat tot dan enkel een grasbaan had.
In 1996 werd de vliegopleiding van de Belgische luchtmacht gecentraliseerd op Vliegbasis Bevekom, en kwam er een einde aan de permanente militaire aanwezigheid op Goetsenhoven.  Het vliegveld wordt echter nog steeds gebruikt als trainingsbasis voor de 1e Wing (Bevekom). Marchetti's van de Luchtcomponent en helikopters van de Landcomponent en de Federale Politie komen er regelmatig trainen.  
In het weekend is vliegclub De Wouw er actief, die al sinds 1931 met motor- en zweefvluchten uitvoert vanop het vliegveld. Tijdens de week gebruikt de Tiense Olympia Wielerschool het terrein voor de opleiding van jonge wielrenners. De militaire hangars werden tussen 2001 en 2016 gebruikt door de Royal Belgian Air Cadets. Na hun verhuis naar Bevekom werden ze in 2016 ingenomen door een nieuwe club, ULM Goetsenhoven.